# Antilocaprinae
Antilocaprinae – podrodzina ssaków z rodziny widłorogowatych (Antilocapridae). 

## Rozmieszczenie geograficzne
Do czasów dzisiejszych dotrwał tylko jeden gatunek występujący w Ameryce Północnej.

## Podział systematyczny
Do podrodziny należy jeden występujący współcześnie rodzaj:
- Antilocapra Ord, 1818 – widłoróg – jedynym żyjącym współcześnie przedstawicielem jest Antilocapra americana (Ord, 1815) – widłoróg amerykański

W zapisach kopalnych widłorogowate znane są od miocenu. W pliocenie i plejstocenie była to rodzina bogata w bardzo zróżnicowane gatunki zaliczane do rodzajów:
- Capromeryx Matthew, 1902[14]
- Ceratomeryx Gazin, 1935[15] – jedynym przedstawicielem był Ceratomeryx prenticei Gazin, 1935
- Hayoceros Frick, 1937[16]
- Hexameryx T.E. White, 1941[17] – jedynym przedstawicielem był Hexameryx simpsoni T.E. White, 1941
- Hexobelomeryx Furlong, 1941[18] – jedynym przedstawicielem był Hexobelomeryx fricki Furlong, 1941
- Ilingoceros J.C. Merriam, 1909[19]
- Osbornoceros Frick, 1937[20] – jedynym przedstawicielem był Osbornoceros osborni Frick, 1937
- Ottoceros W.E. Miller & Downs, 1974[21] – jedynym przedstawicielem był Ottoceros peacevalleyensis W.E. Miller & Downs, 1974
- Plioceros Frick, 1937[22]
- Proantilocapra E.H. Barbour & Schultz, 1934[23] – jedynym przedstawicielem był Proantilocapra platycornea Barbour & Schultz, 1934
- Sphenophalos J.C. Merriam, 1909[24]
- Stockoceros Frick, 1937[25] – jedynym przedstawicielem był Stockoceros conklingi (Stock, 1930)
- Subantilocapra Webb, 1973[26] – jedynym przedstawicielem był Subantilocapra garciae (Webb, 1973)
- Tetrameryx Lull, 1921[27]
- Texoceros Frick, 1937[28]